# Mănăstirea Pătrunsa
Mănăstirea Pătrunsa este o mănăstire ortodoxă din România situată în comuna Bărbătești, județul Vâlcea, sub vârful Buila, la o distanță de 8 km nord de satul Bărbătești. Mănăstirea de călugări cuprinde două biserici. Biserica veche, cu hramul „Cuvioasa Parascheva“ datează din 1740 și este monument istoric (cod: VL-II-m-B-09654).

## Galerie de imagini

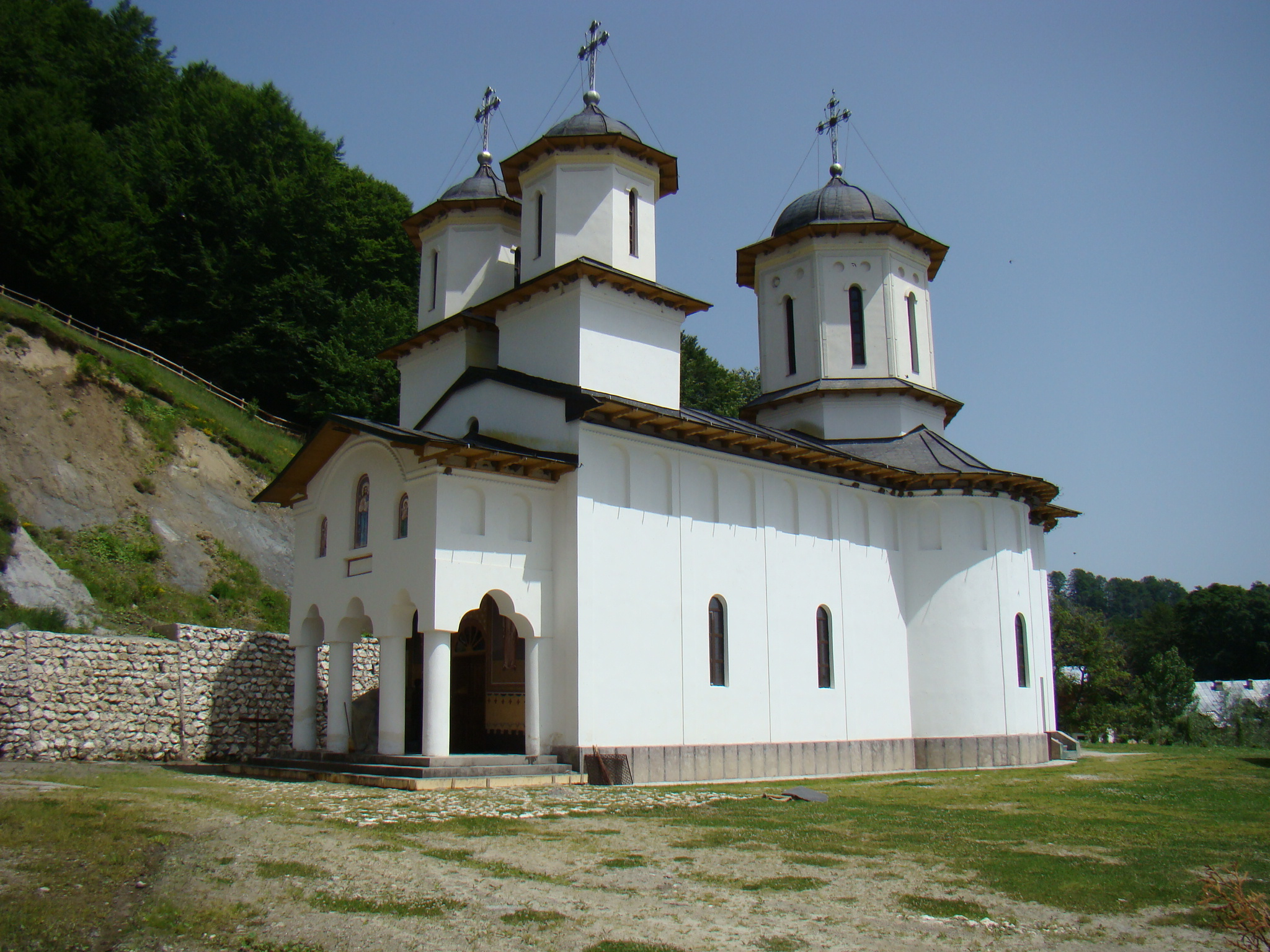
Biserica nouă
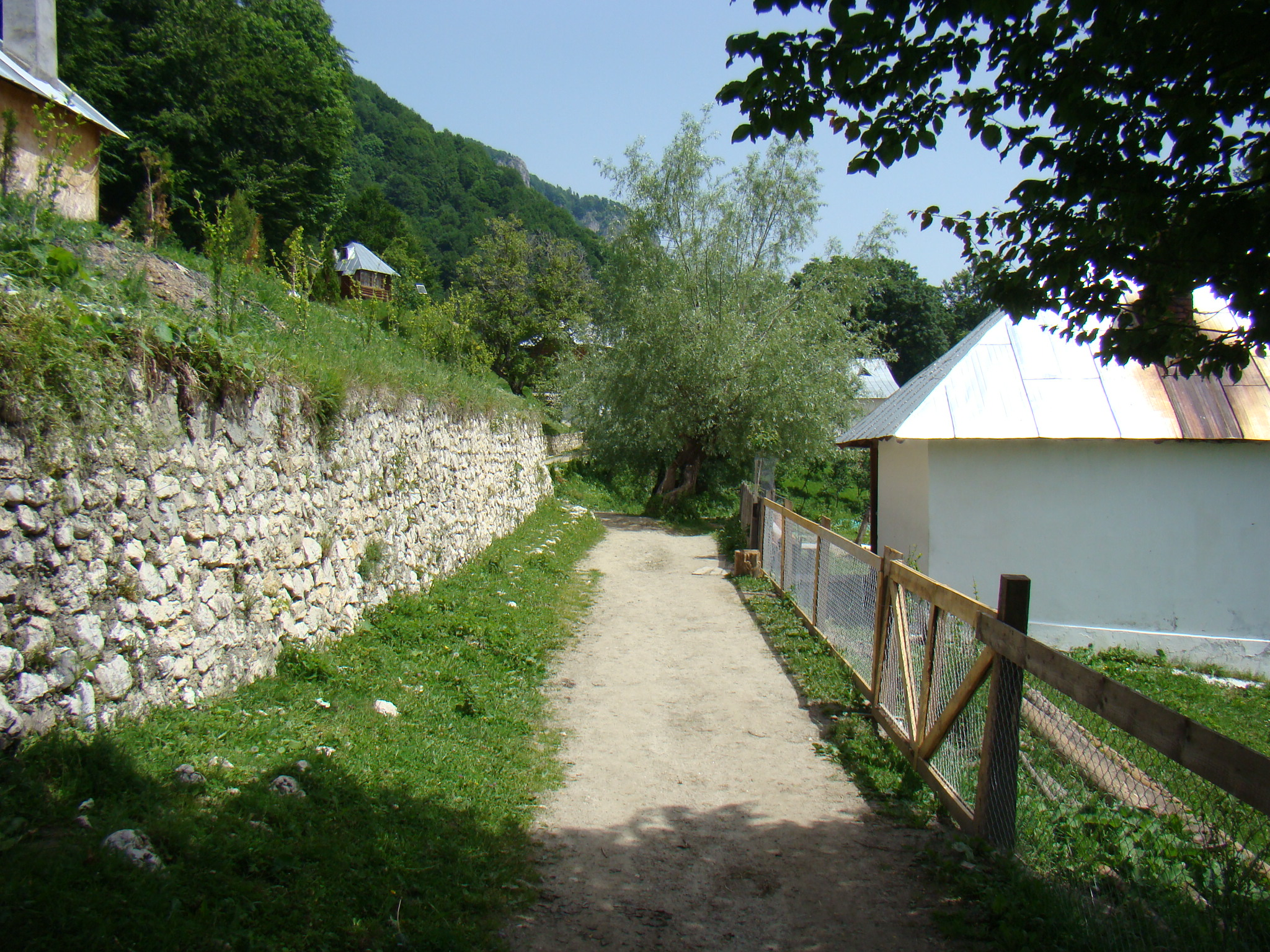
Uliţă în mănăstire
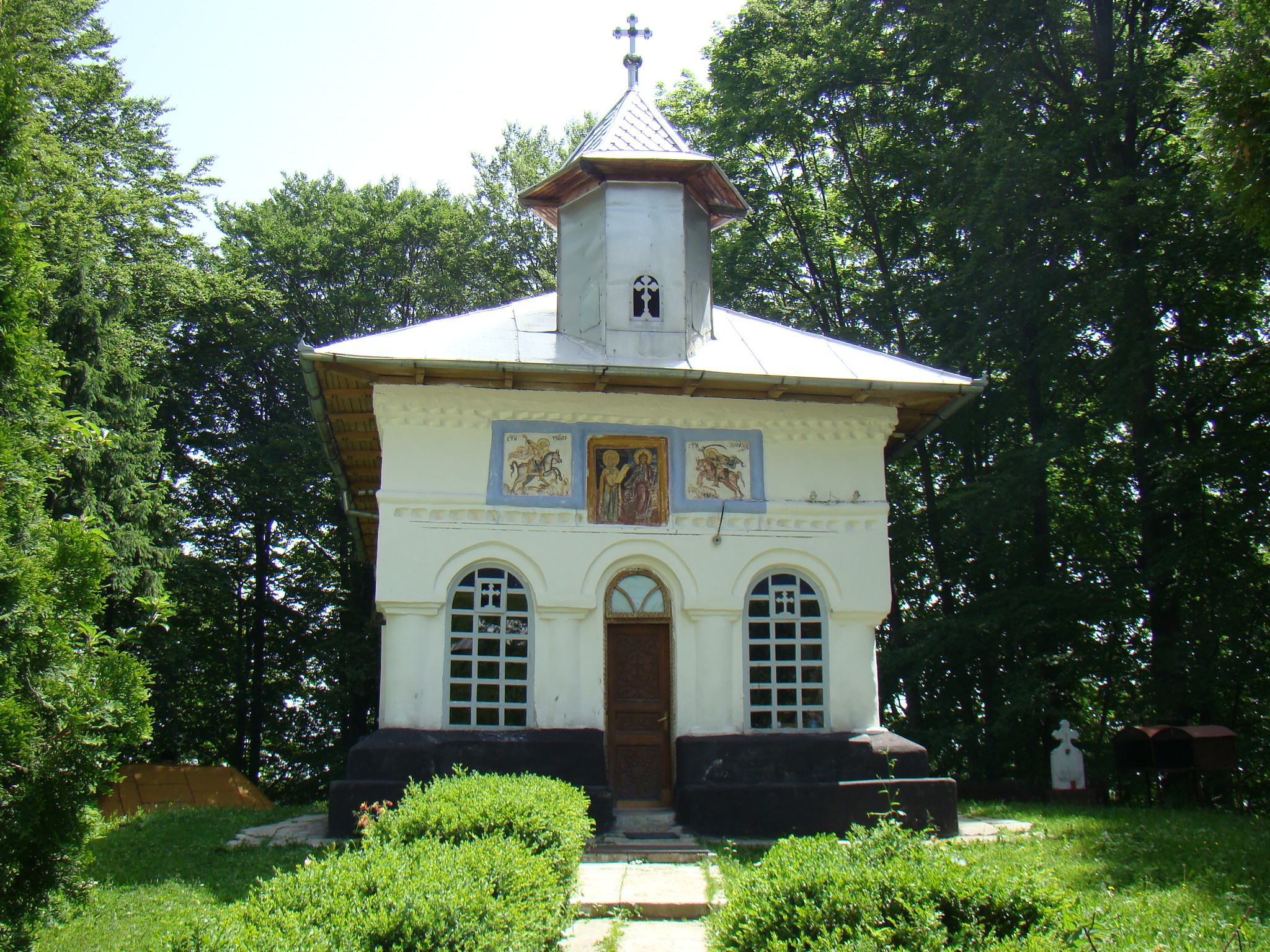
Biserica veche